# Worms Armageddon
Worms Armageddon är ett turordningsbaserat datorspel i Worms-serien, utvecklat av Team17 och utgivet av MicroProse år 1999 för PC, Playstation, Nintendo 64, Dreamcast och Game Boy Color.